# TC Blau-Weiß Dresden-Blasewitz
Der TC Blau-Weiß Dresden-Blasewitz e. V. (Tennisclub Blau-Weiß Dresden-Blasewitz) ist ein Verein im Dresdner Stadtteil Blasewitz. Die Anlagen und der Vereinssitz befinden sich im dortigen Waldpark. Mit über 700 Mitgliedern ist der TC Blau-Weiß Dresden-Blasewitz der größte Tennisverein der neuen Bundesländer. Er entstand 1990 durch freiwilligen Zusammenschluss der bisher bestehenden Tennissektionen der Sportgemeinschaften Aufbau Dresden-Mitte, Medizinische Akademie Dresden und Aufbau Dresden-Nord.

## Sportstätten
Der erste Tennisplatz im Waldpark wurde 1889 gebaut, seit 2015 sind es 16 Sandplätze und zwei Kleinfelder sowie ein Midcourt. Der Centre Court hat eine Kapazität von ca. 600 Sitzplätzen und ist mit einer Flutlichtanlage ausgestattet.
Zudem verfügt der Verein über eine Tennishalle mit vier Plätzen und eine Turnhalle.

## Mannschaften
Bei den Aktiven stellen die Frauen drei und die Männer vier Teams. Die erste Damenmannschaft stieg 2016 in die 2. Bundesliga auf und spielt seit 2019 in der 1. Bundesliga.
Die erste Herrenmannschaft stieg 2019 in die Regionalliga Südost (3. Liga) auf. Sie hatte bereits 2007 und von 2014 bis 2016 in der 2. Bundesliga gespielt.
Des Weiteren hat der Verein zahlreiche Jugend- und Seniorenmannschaften.